# 重玩價值
重玩價值（Replay value）又稱重複可玩性（Replayability），是指电子游戏玩家首次通关后继续游玩的价值。
多重结局、多可玩角色、分支故事路线、关卡评分、解锁要素、二周目等设计皆可吸引玩家重玩游戏。